# Franky Vercauteren
Frank "Franky" Vercauteren (ur. 28 października 1956 w Brukseli) – belgijski piłkarz grający na pozycji pomocnika i trener piłkarski.

## Kariera
W pierwszym zespole RSC Anderlechtu zadebiutował w 1975 roku w meczu przeciwko KV Mechelen. Wszedł on jako zmiennik Gilberta Van Binsta. Jego piłkarski rozwój spowolniły dwie operacje jakie przebył w październiku 1975 i styczniu 1976. Vercauteren zdobył z RSC Anderlechtem 5 europejskich trofeów: 2 Puchary Zdobywców Pucharów 1976 i 1978 (1977 - finał przegrany), 1 Puchar UEFA oraz 2 Superpuchary Europy 1976 i 1978. Na krajowym podwórku Anderlechtowi z Vercauterenem w składzie udało się wygrać 2 Puchary Belgii, 4 mistrzostwa Belgii, a także 2 Superpuchary. W 1983 został uhonorowany Złotym Butem dla najlepszego piłkarza ligi belgijskiej.
W 1987 roku przeniósł się do francuskiego FC Nantes. W czasie jego gry dla "Kanarków" najlepszym wynikiem ligowym były dwukrotnie zajmowane 7 miejsca (sezony 1988/89 i 1989/90). Po 3 latach we Francji powrócił do Belgii i ostatnie 3 sezony kariery spędził w RWD Molenbeek. W tych latach RWD Molenbeek zajmowali pozycje w dolnej połowie tabeli (dwukrotnie 11, raz 12).
Vercauteren 63 razy wystąpił w reprezentacji Belgii. Grał w barwach narodowych podczas Mistrzostw Europy 1984, Mistrzostw Świata 1982 oraz Mundialu 1986, gdzie Belgowie zajęli 4. miejsce. Choć zadebiutował już w roku 1977 (dokładnie 16 listopada w przegranym 0-3 meczem z Irlandią Północną) nie dostał powołania na Mistrzostwa Europy 1980, podczas których ekipa "Czerwonych Diabłów" zdobyła srebrny medal.
Po zakończeniu kariery został trenerem młodzieży w C.S. Braine - małym klubie z Brabancji Walońskiej. Po roku przeniósł się do KV Mechelen, gdzie przez trzy lata trenował juniorów, a potem przez jeden sezon pierwszą drużynę. W 1998 roku rozpoczęła się jego trenerska przygoda z Anderlechtem. Najpierw był asystentem Arie Haana, następnie tymczasowo przejął zespół po fatalnych wynikach poprzednika (Anderlecht spadł na 18 - ostatnie miejsce w lidze). Nowym trenerem został Jean Dockx i Vercauteren powrócił na stanowisko asystenta, którym pozostał aż do 2005 roku. Pracował z Aimé Anthuenisem i Hugo Broosem. Gdy w lutym 2005 roku Broos został zdymisjonowany Vercauteren został nowym szkoleniowcem Anderlechtu. Z drużyną z Stade Constant Vanden Stock wygrał 2 mistrzostwa Belgii oraz 2 Superpuchary. 12 listopada 2007 po serii słabych wyników posadę Vercauterena przejął jego dotychczasowy asystent Ariël Jacobs. W 2009 roku Vercauteren pełnił obowiązki trenera kadry narodowej Belgii. W grudniu tego samego roku został trenerem KRC Genk.